# 黃子正
黃子正（1901年—1959年），生於日治台灣臺北州臺北市大稻埕（今臺北市大同區），醫師，曾任滿州國皇帝溥儀的御醫。

## 生平
其家族世居台北大稻埕（今台北市迪化街一帶），其父黃煙篆是一名醫師。
黃子正畢業於台北醫學專門學校（今台大醫學院的前身），畢業後，與同樣身為醫師的堂弟黃樹奎，一起到中華民國上海市開設醫院。
1932年，滿洲國成立。經由滿洲國外交總長謝介石的介紹，黃煙篆讓他的兒子黃子正，至滿州國首都新京特別市（今中國長春市）開設大同醫院。經過日本關東軍的同意，黃子正進入宮內府，成為溥儀的私人御醫。黃子正在中國東北期間，除購置了醫院之外，另外購置了洋樓，供家人居住。曾經接待過許多位同在滿洲的台灣人，如陳重光、吳三連等。陳重光曾經短暫居住在黃子正家中。
1945年，太平洋戰爭結束前夕，日本關東軍在瀋陽安排飛機，讓滿州國皇帝溥儀，帶著皇家成員與隨從，準備飛往東京。黃子正隨行。在飛機未起飛前，在瀋陽機場被蘇聯紅軍虜獲，溥儀及黃子正一行人，被送往伯力。在黃子正被蘇聯拘留，下落不明時，其妻子帶著其子女，跟著台灣東北台灣同鄉會的人，一起逃難。先由東北逃往上海，在1947年，二二八事件結束後不久，再經由天津，返回台灣。
1950年，蘇聯政府將溥儀及黃子正等人，送交中華人民共和國監管，溥儀等人由伯力，被送往撫順戰犯管理所，繼續監禁。
黃子正在1957年被釋放，比溥儀被釋放早了兩年。他被釋放出來之後，居住在中國遼寧省瀋陽市，在鐵嶺醫院為囚犯治病，在1959年過世。

## 家庭
其妻黃洪瓊音，兩人生有二女一子，分別為黃雅雅、黃雅珠與黃光國。黃光國為台大心理學系榮譽教授。